# إروين سيمون
إروين سيمون (24 سبتمبر 1908 – 20 سبتمبر 1959) هو سبّاح ألماني راحل، مثّل بلاده في الألعاب الأولمبية الصيفية 1936.

## روابط خارجية
إروين سيمون على موقع الاتحاد الدولي للسباحة (الإنجليزية)
- إروين سيمون على موقع أوليمبيديا (الإنجليزية)